# Фуста

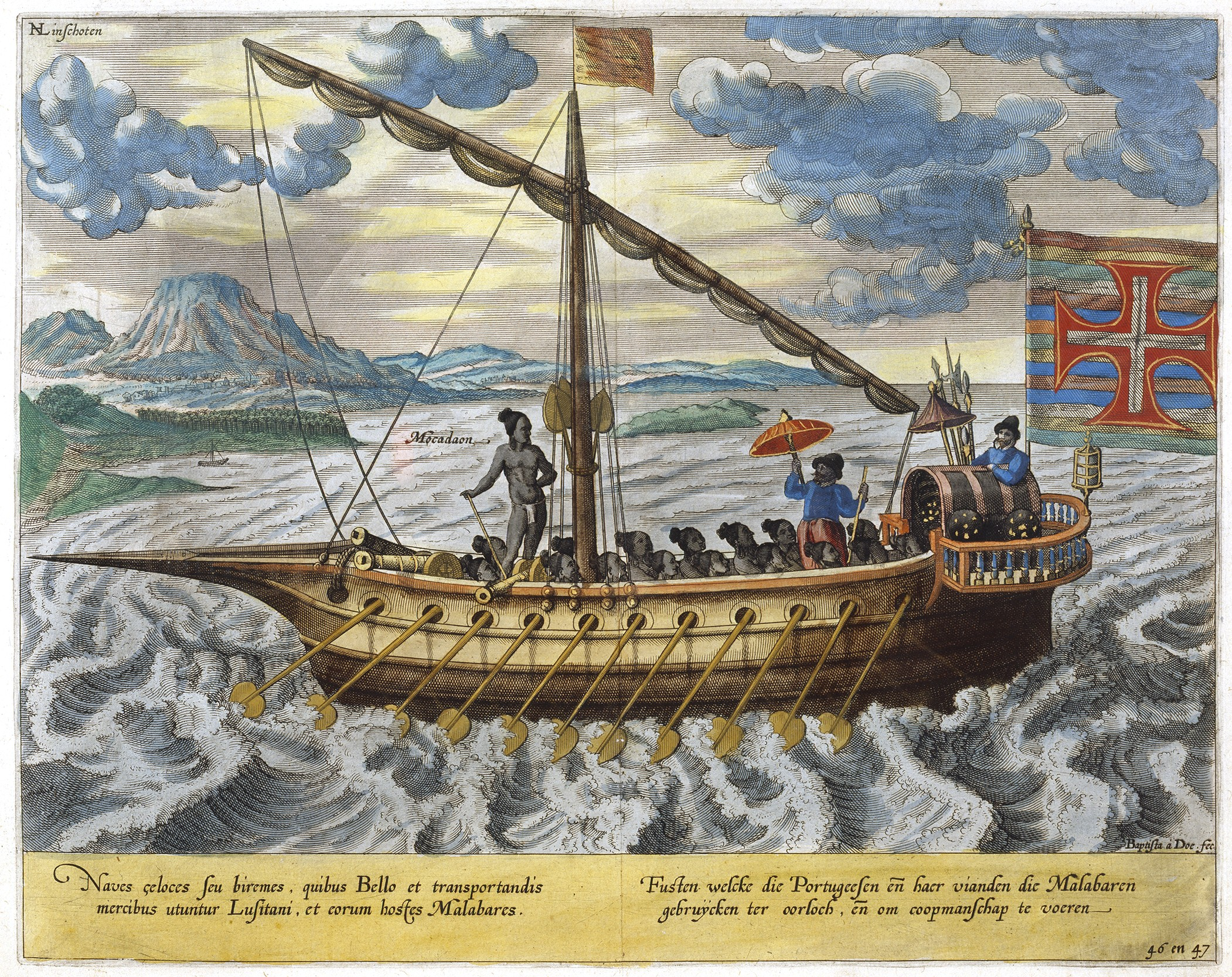
Португальська фуста з книги Яна Гюйгена ван Лінсхотена (кінець XVI ст.)

Фуста (іт. fusta) — вузький, легкий і швидкий корабель галерного типу з малою осадкою, що був озброєний як веслами, так і вітрилами і був, по великому рахунку, невеликою галерою або галіотом. Зазвичай цей тип корабля мав довжину 20-25 м, від 12 до 18 лавок для гребців з кожного боку, одну щоглу з латинським (трикутним) вітрилом і, як правило, був озброєний декількома гарматами.
Вітрило використовувалося на фусті для круїзного плавання та заради економії енергії гребців, тоді як весла використовувались тоді, коли була потрібна висока маневреність — при заході в гавань та під час бою, а також у випадках відсутності сприятливого вітру. Зазвичай, від носової частини до основної щогли весла були розраховані на одного весляра, а від щогли до корми — на двох веслярів для кожного весла.
На фусти, як і на венеційські галери, зазвичай не набирали контингент солдатів, а військову функцію виконували ті ж самі веслярі, які були озброєні та використовувались як комбатанти у разі потреби.

## Використання

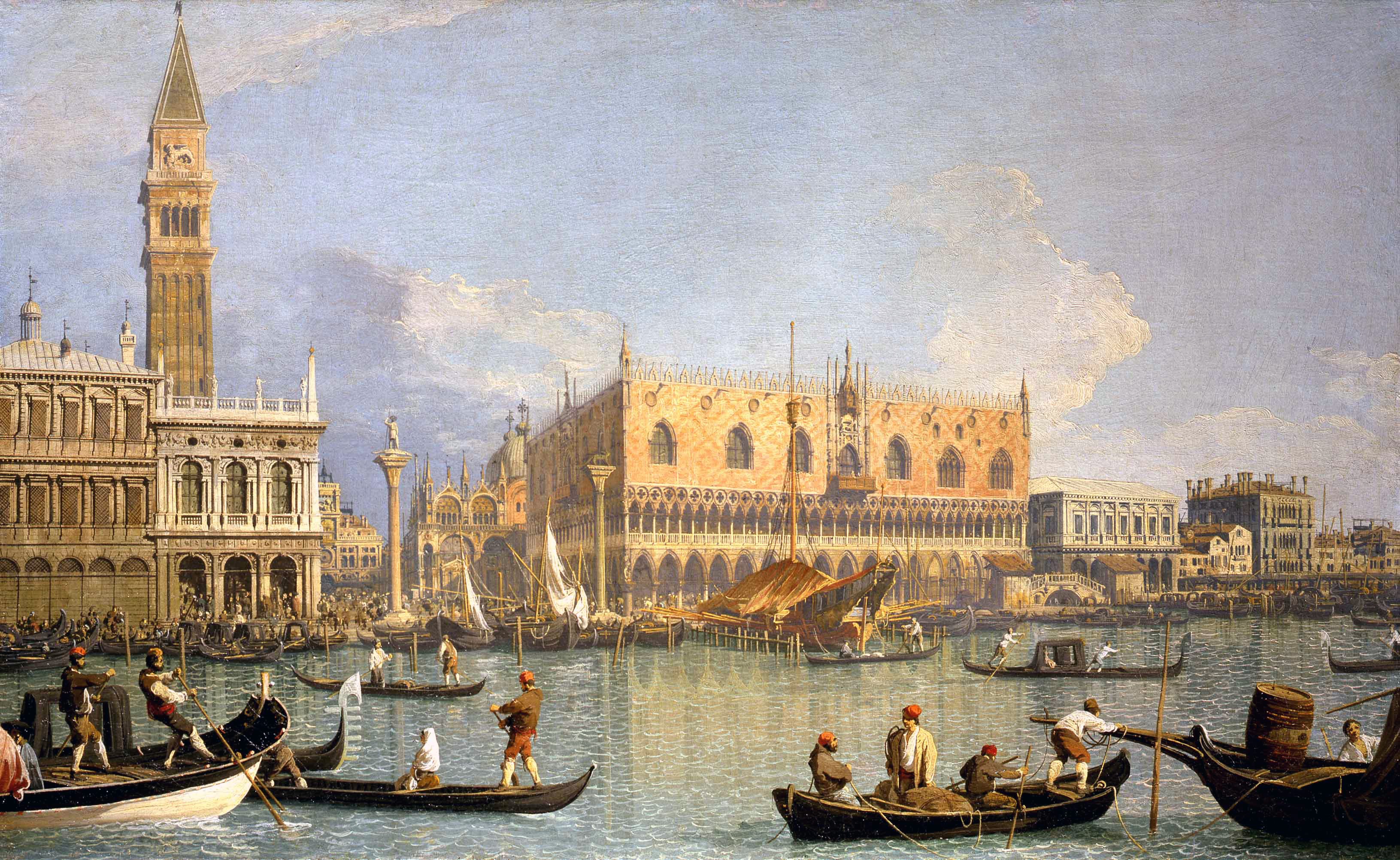
Бойова венеційська фуста «Locanda del Redentore» пришвартована перед Палацом Дожів на площі Сан-Марко. Картина Каналєтто, «Veduta del Palazzo Ducale»

Фуста була улюбленим кораблем північноафриканських корсарів Сале та Берберського узбережжя. Швидкість, мобільність, здатність пересуватися без вітру та здатність працювати на мілководді — що має вирішальне значення для переховування в прибережних водах для висліджування і несподіваного нападу на жертву — зробили його ідеальним для війни та піратства. Саме фусти переважно використовувались братами Барбаросса, Аруджем і Хайр ад Діном, під час османського завоювання Північної Африки та евакуації мудехарів і морисків з Іспанії після падіння Гранади. І саме на фустах вони, та інші корсари Північної Африки наводили жах на християнські судна та поселення на островах та прибережних районах Середземного моря в XVI—XVII століттях.
Велика кількість фуст використовувалась османським флотом в битві при Лепанто в 1571 році.
Португальці широко використовували це судно в XV—XVI століттях на півночі Африки та в Індійському океані, де воно було особливо придатним для розвідки, патрулювання та рейдів у мілководних прибережних і річкових водах.

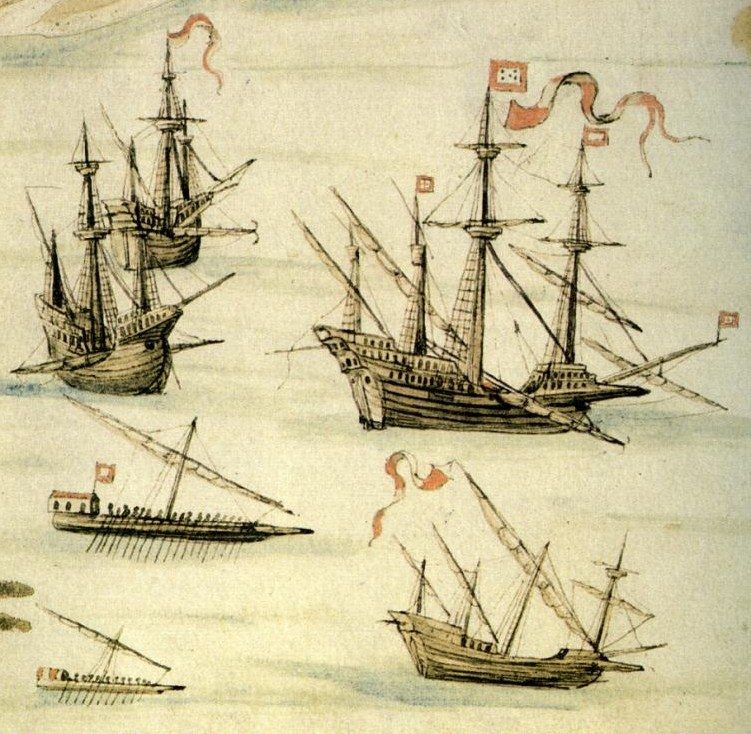
Фуста/галіот (в лівому нижньому куті) на фоні галери, каравели, двох карак і галеону в складі португальського флоту 1538 р. в Індійському океані

У 1535 році португалець Діого Ботельо Перейра здійснив перехід на фусті з Індії до Португалії навколо мису Доброї Надії А у 1545 році Манель де Васконселлос здійснював на фусті нагляд за османською флотилією, що готувала напад на португальців в Індії під час рейду османського військово-морського флоту в Індійському океані. Незважаючи на переслідування турецьких кораблів, йому вдалося врятуватися та попередити про напад на фортецю Діу.